# Erodium brachycarpum
Erodium brachycarpum — вид рослин родини геранієві (Geraniaceae).

## Поширення
Батьківщиною виду є Південна Європа. Проте рослина як бур'ян поширилась в інших регіонах, зокрема на заході США він має статус інвазійного виду.

## Опис
Це однорічна трав'яниста рослина, виростає до півметра у висоту, має волосисте тіло, черешкові листя з лопатями до 10 см завширшки. Суцвіття являє собою парасольку з фіолетових квіток з п'ятьма пелюстками близько сантиметра завдовжки. Плід має волосисту основу, більше половини сантиметра в довжину на ніжці, що може досягати 8 сантиметрів у довжину.